# Đài Phát thanh - Truyền hình Serbia
Đài Phát thanh - Truyền hình Serbia (tiếng Serbia: Радио-телевизија Србије, latinh hoá: Radio-televizija Srbije), (viết tắt: РТС/RTS) là đài truyền hình công cộng Serbia, trực thuộc chính phủ Serbia. Đài Phát thanh - Truyền hình Serbia có 4 đơn vị tổ chức bao gồm đài phát thanh, truyền hình, sản xuất âm nhạc và hãng thu âm (PGP-RTS).

## Lịch sử

### Đài phát thanh Beograd (1929-1958)
Đài phát thanh Beograd bắt đầu phát sóng vào năm 1929. Phát thanh viên đầu tiên vào năm 1929 là Jelena Bilbija. Chương trình phát thanh đầu tiên ở Serbia được phát sóng vào tháng 2 năm 1929, khi tín hiệu phát thanh phát ở ngoại ô Rakovica, Beograd. Ngày 24 tháng 3 năm 1929, Đài phát thanh Belgrade bắt đầu phát sóng chương trình hàng ngày từ tòa nhà của Học viện Khoa học và Nghệ thuật Serbia.